# Archibald Armstrong
Archibald Armstrong (morreu em Arthuret, Cúmbria, em março de 1672) foi um bobo da corte, chamado de "Archy", nativo da Escócia ou de Cumberland, condado histórico do Noroeste da Inglaterra. Segunda a tradição, inicialmente era conhecido como ladrão de ovelhas; mais tarde, entrou para o serviço de Jaime VI, de quem se tornou favorito.

## Na corte
Quando o rei subiu ao trono inglês, Archy foi nomeado bobo da corte. Em 1611 foi-lhe concedida uma pensão de dois shillings por dia, e em 1617 acompanhou Jaime em sua visita à Escócia. Sua influência era considerável e foi muito cortejado e lisonjeado, mas o sucesso parece ter-lhe virado a cabeça. Archy se tornou arrogante, insolente e maldoso e era muito odiado por membros da corte. Jaime parece ter lhe favorecido, e de fato, em agosto de 1618 Archy ganhou o monopólio sobre a produção de cachimbos.
Em 1623 acompanhou o príncipe Carlos e o Duque de Buckingham em sua aventura na Espanha, onde recebeu muitos agrados e favores da corte espanhola e, de acordo com seu próprio relato, foi lhe concedida uma pensão. Sua conduta então se tornou ainda mais intolerável a ponto do Duque de Buckingham chegar a declarar que o enforcaria, a que o bobo da corte respondeu que "duques muitas vezes foram enforcados por insolência, mas nunca os bobos por falar". Em seu retorno à Inglaterra, ouviu alguns comentários lisonjeiros de Ben Jonson por seus ataques contra o casamento do príncipe com a pretendente espanhola.
Quando Carlos I subiu ao trono inglês, Archy manteve seu posto e acumulou uma fortuna considerável, incluindo a concessão pelo rei de 1.000 acres (4 km²) na Irlanda. Após a morte de Buckingham, em 1628, a respeito de quem Archy declarou ter sido "o maior inimigo de três reis", o principal alvo de sua antipatia e rudes brincadeiras foi William Laud, a quem abertamente difamou e ridicularizou.

## Últimos anos
Archy foi demitido da corte, instalou-se em Londres, passou a emprestar dinheiro a juros altos, e muitas reclamações foram feitas para o Conselho Privado e a Câmara dos Lordes sobre suas práticas abusivas. Em 1641, por ocasião da prisão de Laud, ele publicou, como um tipo de vingança: O Sonho de Archy; às vezes bobo da corte da sua Majestade, mas exilado da Corte pelas maldades de Canterburie. Posteriormente, morou em Arthuret, em Cumberland, de acordo com alguns relatos a sua terra natal, onde possuía uma propriedade, e onde morreu em 1672, seu sepultamento ocorrendo em 1 de abril.
Casou duas vezes, sua segunda esposa foi Sybilla Bell. Não há registro de qualquer descendência legal, mas o batismo de um filho ilegítimo de Archibald Armstrong está inscrito no registro paroquial de 17 de dezembro de 1643. É atribuída a ele uma coleção principalmente de piadas sem graça, obsoletas intitulada A Banquet of Jests: A change of Cheare, publicada aproximadamente em 1630, e ainda menos provavelmente A choice Banquet of Witty Jests... Being an addition to Archee's Jests, taken out of his Closet but never published in his Lifetime (1660).